# Hirschberg an der Bergstraße

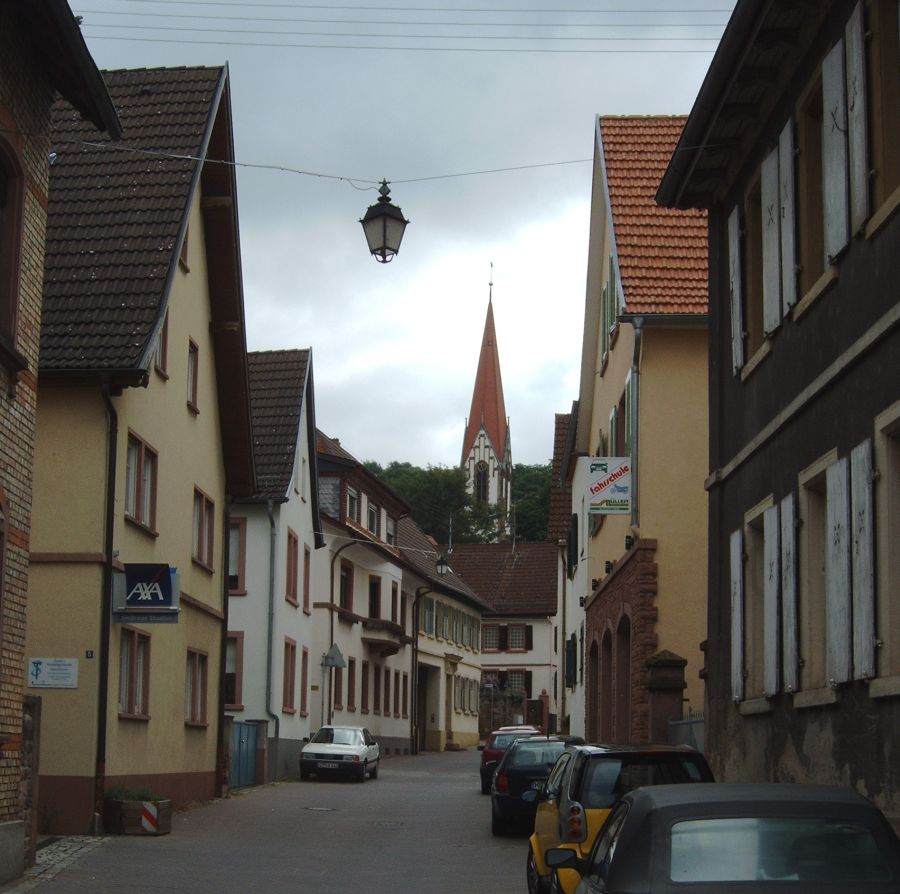
Vordergasse mit Kirche im Hintergrund

Hirschberg an der Bergstraße ist eine Gemeinde mit rund 9900 Einwohnern im Rhein-Neckar-Kreis im Nordwesten Baden-Württembergs. Sie ist ein Teil der Metropolregion Rhein-Neckar, eines Ballungsraums mit 2,4 Millionen Einwohnern.
Die heutige Gemeinde entstand 1975 durch die Vereinigung der beiden bis dahin selbständigen Gemeinden Großsachsen und Leutershausen an der Bergstraße. Beide gehörten jahrhundertelang zur Kurpfalz.

## Lage und Gemeindegliederung
Hirschberg liegt im Norden des Rhein-Neckar-Kreises unweit der Grenze zu Hessen. Direkte Nachbarorte sind Hohensachsen im Norden und Heiligkreuz im Osten, die beide zur Großen Kreisstadt Weinheim gehören, die Stadt Schriesheim im Süden und die Gemeinde Heddesheim im Westen. Die nächstgelegenen größeren Städte sind Heidelberg zwölf Kilometer südlich und Mannheim 16 Kilometer westlich.

### Geschichte
Siehe zur Geschichte vor 1975 die Hauptartikel zu den Teilorten Großsachsen und Leutershausen.
Die Gemeinde besteht aus den ehemals selbständigen Gemeinden Großsachsen und Leutershausen an der Bergstraße. Mit der Kreisreform 1973 erfolgte die Eingliederung in den neugebildeten Rhein-Neckar-Kreis. Am 1. Januar 1975 schlossen sich Großsachsen und Leutershausen im Rahmen der baden-württembergischen Gebietsreform zur neuen Gemeinde Hirschberg an der Bergstraße, neutral benannt nach der Hirschburg (Leutershausen) und den Hirschbergern, zusammen.

### Geologie und Naturraum
Das Gemeindegebiet liegt an den westlichen Ausläufern des kristallinen Odenwaldes an der badischen Bergstraße am Rand der Oberrheinischen Tiefebene zwischen 100 und 455 Meter Höhe.
In der Rheinebene verläuft der nördliche Neckarschwemmkegel. Im nördlichen Teil befinden sich Tonböden mit Ackerzahlen bis 58. Nach Süden hin herrschen Lehmböden vor und es werden Ackerzahlen bis 93 erreicht. Im Bereich der Bergstraße sind noch bessere Böden, hauptsächlich Löß, mit Werten bis 99. Angebaut wird insbesondere Obst, Gemüse und Wein, früher auch Tabak.
Die Gemarkung östlich der B 3 ist Teil des Naturparks Neckartal-Odenwald. Fast alle unbebauten Flächen des Naturparks gehören zum Landschaftsschutzgebiet Bergstraße-Nord, das als bedeutungsvolle Erholungslandschaft, die geprägt ist vom Übergang der Rheinebene zum Odenwald, 1997 unter Schutz gestellt wurde.
Das Gemeindegebiet erstreckt sich über 1235 Hektar. Davon sind 24,9 % Siedlungs- und Verkehrsfläche, 40,9 % werden landwirtschaftlich genutzt und 33,0 % sind bewaldet.

### Klima
Das Klima der badischen Bergstraße ist ganzjährig sehr mild; die frühe Blüte begünstigt in Hirschberg eine ertragreiche Ernte. Die nächstgelegene Klimastation in Heidelberg maß zwischen 1971 und 2000 eine Durchschnittstemperatur von 11,1 °C und eine Niederschlagsmenge von 745 mm pro Jahr. Der wärmste Monat ist der Juli mit durchschnittlich 20,1 °C, der kälteste der Januar mit 2,5 °C. Temperaturen über 30 °C sind im Hochsommer keine Seltenheit. Die meisten Niederschläge fallen im Juli und der trockenste Monat ist der Februar.
| Monatliche Durchschnittstemperaturen und -niederschläge für Heidelberg 1971–2000 \| \| Jan \| Feb \| Mär \| Apr \| Mai \| Jun \| Jul \| Aug \| Sep \| Okt \| Nov \| Dez \| \| \| \| Temperatur (°C) \| 2,5 \| 3,6 \| 7,3 \| 10,5 \| 15,2 \| 17,8 \| 20,1 \| 19,8 \| 15,9 \| 11,1 \| 6,0 \| 3,6 \| Ø \| 11,1 \| \| Niederschlag (mm) \| 48 \| 44 \| 53 \| 49 \| 77 \| 79 \| 81 \| 56 \| 64 \| 64 \| 68 \| 63 \| Σ \| 745 \| |     |     |     |      |      |      |      |      |      |      |     |     |   |      |
| | Jan | Feb | Mär | Apr  | Mai  | Jun  | Jul  | Aug  | Sep  | Okt  | Nov | Dez |   |      |
| Temperatur (°C) | 2,5 | 3,6 | 7,3 | 10,5 | 15,2 | 17,8 | 20,1 | 19,8 | 15,9 | 11,1 | 6,0 | 3,6 | Ø | 11,1 |
| Niederschlag (mm) | 48  | 44  | 53  | 49   | 77   | 79   | 81   | 56   | 64   | 64   | 68  | 63  | Σ | 745  |

## Einwohnerentwicklung
Nach dem Rückgang der Bevölkerung durch die Kriege im 17. Jahrhundert gab es ein stetiges Wachstum bis zur Mitte des 19. Jahrhunderts. Während der Industrialisierung gab es dann einen Rückgang durch die Abwanderung nach Mannheim, ehe die Zahl der Einwohner wieder anstieg. Nach dem Zweiten Weltkrieg nahmen beide Gemeinden viele Evakuierte und Vertriebene auf, wodurch die Bevölkerung bis 1950 um mehr als 60 Prozent zunahm. Bis 1956 folgte wieder ein leichter Rückgang, ehe es die zunehmende Motorisierung ermöglichte, dass viele Arbeitnehmer aus den umliegenden Städten nach Hirschberg zogen, die dann an ihren Arbeitsplatz pendelten.
 Bevölkerungsentwicklung Großsachsen und Leutershausen
| Jahr          | 1852 | 1871 | 1880 | 1890 | 1900 | 1910 | 1925 | 1933 | 1939 | 1950 | 1956 | 1961 | 1970 | 1974 | 2010 |
| ------------- | ---- | ---- | ---- | ---- | ---- | ---- | ---- | ---- | ---- | ---- | ---- | ---- | ---- | ---- | ---- |
| Großsachsen   | 1111 | 1111 | 1164 | 1190 | 1200 | 1213 | 1304 | 1262 | 1280 | 2043 | 1998 | 2296 | 2662 | 3177 | 3398 |
| Leutershausen | 1379 | 1411 | 1576 | 1544 | 1720 | 1829 | 2023 | 2152 | 2169 | 3387 | 3380 | 3652 | 5148 | 5179 | 6141 |

## Politik

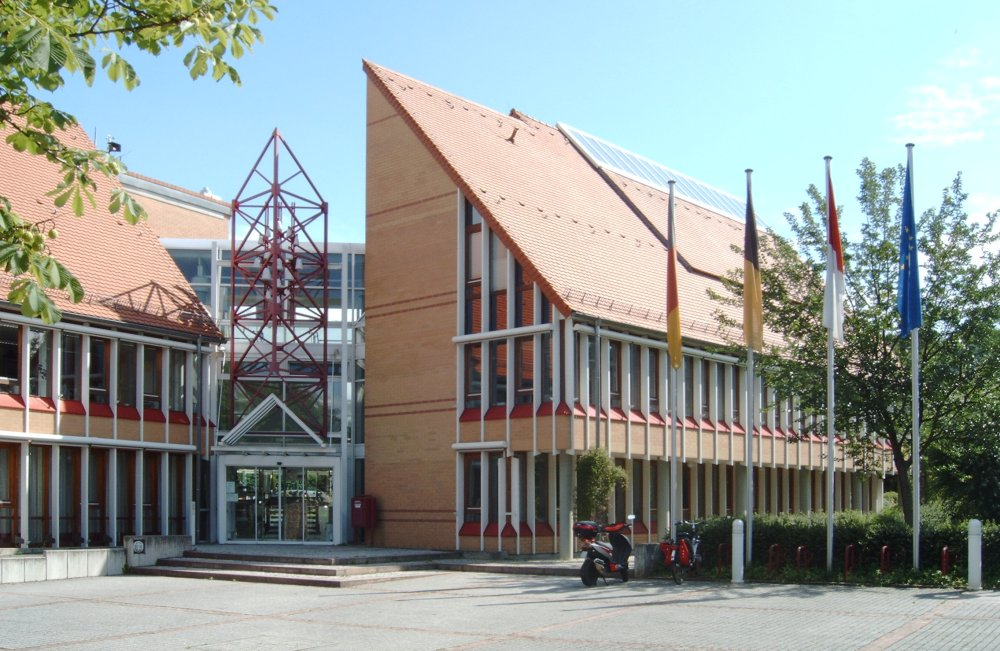
Rathaus von 1993. Das Porzellanglockenspiel mit Glocken aus Meißener Porzellan ertönt dreimal täglich.

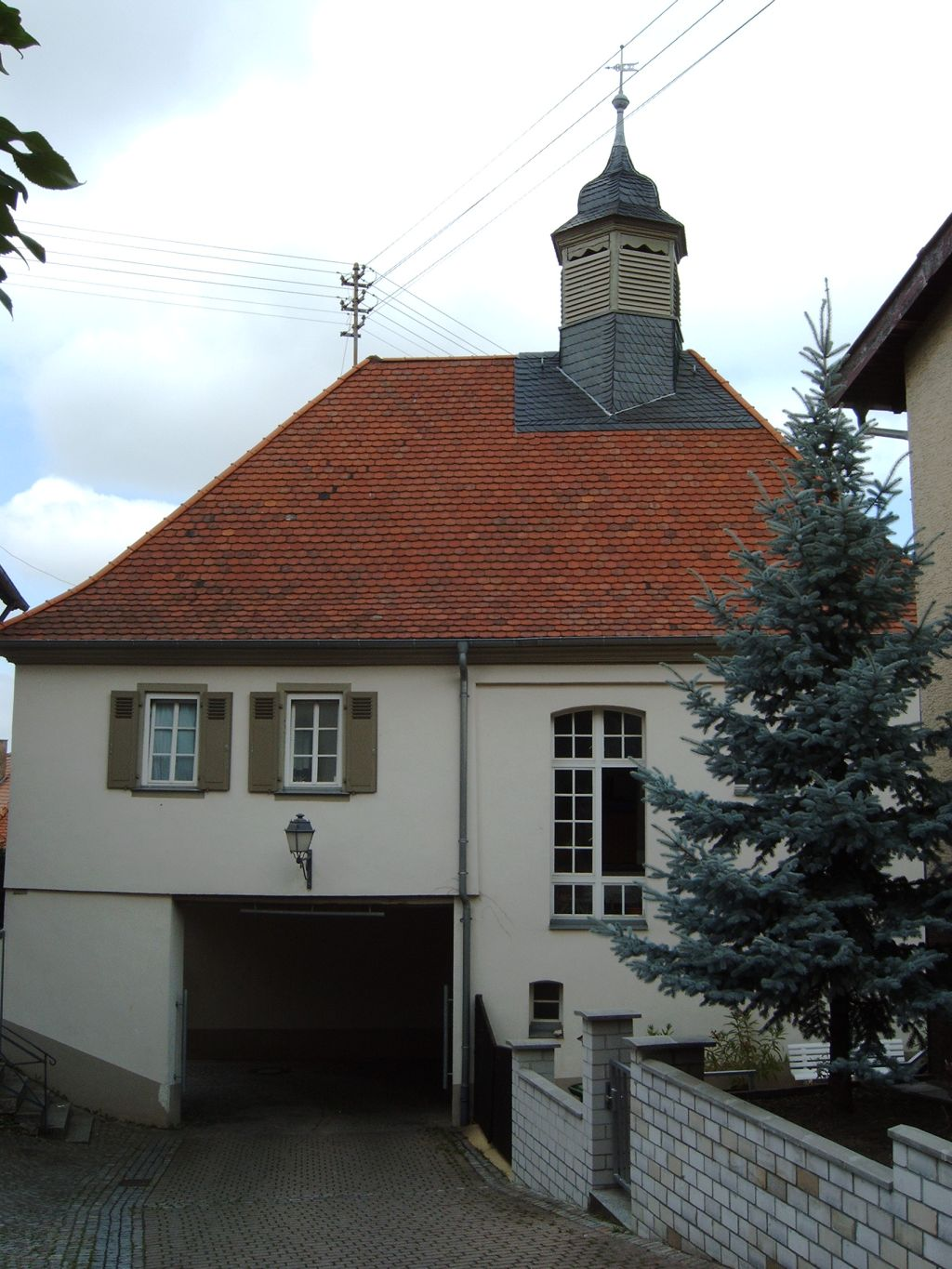
Das alte Rathaus in Leutershausen

### Gemeinderat
Der Gemeinderat in Hirschberg an der Bergstraße besteht aus den 18 gewählten ehrenamtlichen Gemeinderäten und dem Bürgermeister als Vorsitzendem. Der Bürgermeister ist im Gemeinderat stimmberechtigt.
Die Kommunalwahl am 9. Juni 2024 führte zu folgendem Ergebnis:
| Parteien und Wählergemeinschaften | Parteien und Wählergemeinschaften           | % 2024  | Sitze 2024 | % 2019 | Sitze 2019 | Kommunalwahl 2024 %3020100 29,18 %23,72 %23,62 %12,56 %10,93 % FWCDUGrüneSPDFDPGewinne und Verlusteim Vergleich zu 2019 %p 4 2 0 −2 −4 −6+2,48 %p+1,02 %p−4,88 %p−0,94 %p+2,23 %pFWCDUGrüneSPDFDP |
| FWH                               | Freie Wähler Hirschberg                     | 29,18   | 6          | 26,7   | 5          | Kommunalwahl 2024 %3020100 29,18 %23,72 %23,62 %12,56 %10,93 % FWCDUGrüneSPDFDPGewinne und Verlusteim Vergleich zu 2019 %p 4 2 0 −2 −4 −6+2,48 %p+1,02 %p−4,88 %p−0,94 %p+2,23 %pFWCDUGrüneSPDFDP |
| CDU                               | Christlich Demokratische Union Deutschlands | 23,72   | 4          | 22,7   | 4          | Kommunalwahl 2024 %3020100 29,18 %23,72 %23,62 %12,56 %10,93 % FWCDUGrüneSPDFDPGewinne und Verlusteim Vergleich zu 2019 %p 4 2 0 −2 −4 −6+2,48 %p+1,02 %p−4,88 %p−0,94 %p+2,23 %pFWCDUGrüneSPDFDP |
| GLH                               | Grüne Liste Hirschberg                      | 23,62   | 4          | 28,5   | 5          | Kommunalwahl 2024 %3020100 29,18 %23,72 %23,62 %12,56 %10,93 % FWCDUGrüneSPDFDPGewinne und Verlusteim Vergleich zu 2019 %p 4 2 0 −2 −4 −6+2,48 %p+1,02 %p−4,88 %p−0,94 %p+2,23 %pFWCDUGrüneSPDFDP |
| SPD                               | Sozialdemokratische Partei Deutschlands     | 12,56   | 2          | 13,5   | 2          | Kommunalwahl 2024 %3020100 29,18 %23,72 %23,62 %12,56 %10,93 % FWCDUGrüneSPDFDPGewinne und Verlusteim Vergleich zu 2019 %p 4 2 0 −2 −4 −6+2,48 %p+1,02 %p−4,88 %p−0,94 %p+2,23 %pFWCDUGrüneSPDFDP |
| FDP                               | Freie Demokratische Partei                  | 10,93   | 2          | 8,7    | 2          | Kommunalwahl 2024 %3020100 29,18 %23,72 %23,62 %12,56 %10,93 % FWCDUGrüneSPDFDPGewinne und Verlusteim Vergleich zu 2019 %p 4 2 0 −2 −4 −6+2,48 %p+1,02 %p−4,88 %p−0,94 %p+2,23 %pFWCDUGrüneSPDFDP |
| gesamt                            | gesamt                                      | 100,0   | 18         | 100,0  | 18         | Kommunalwahl 2024 %3020100 29,18 %23,72 %23,62 %12,56 %10,93 % FWCDUGrüneSPDFDPGewinne und Verlusteim Vergleich zu 2019 %p 4 2 0 −2 −4 −6+2,48 %p+1,02 %p−4,88 %p−0,94 %p+2,23 %pFWCDUGrüneSPDFDP |
| Wahlbeteiligung                   | Wahlbeteiligung                             | 70,85 % | 70,85 %    | 69,9 % | 69,9 %     | Kommunalwahl 2024 %3020100 29,18 %23,72 %23,62 %12,56 %10,93 % FWCDUGrüneSPDFDPGewinne und Verlusteim Vergleich zu 2019 %p 4 2 0 −2 −4 −6+2,48 %p+1,02 %p−4,88 %p−0,94 %p+2,23 %pFWCDUGrüneSPDFDP |

### Bürgermeister
Der Bürgermeister wird für acht Jahre direkt gewählt. Seit Gründung der Gemeinde war Werner Oeldorf von 1975 bis 2007 Bürgermeister. Zu seinem Nachfolger wurde im April 2007 Manuel Just gewählt. Just war damals erst 27 Jahre alt und damit jüngster Bürgermeister im Rhein-Neckar-Kreis. Im April 2015 wurde Just mit 97,9 % der abgegebenen Stimmen wiedergewählt. Im Juni 2018 wurde Just zum Oberbürgermeister der Nachbarstadt Weinheim gewählt, konnte jedoch sein Amt dort aufgrund einer Wahlanfechtung erst im Mai 2019 antreten und blieb bis dahin Bürgermeister in Hirschberg. Zum neuen Bürgermeister in Hirschberg wurde im August 2019 mit 48,38 Prozent der Stimmen der bisherige Hauptamtsleiter Ralf Gänshirt gewählt.

### Wappen
Die Wappenbeschreibung lautet: In von Silber und Rot gespaltenem Schild vorn ein blauer Wellenbalken, daraus wachsend ein roter Apfel an grünem Stiel, darunter ein schwarzes Fleckenzeichen (wie das Sternzeichen Widder), hinten eine aufrechte, linke, fünfendige silberne Hirschstange. Das Wappen wurde 1977 verliehen und verweist auf die alten Wappen der vormals selbständigen Gemeinden. Vorn ist der Apfelbach über dem Fleckenzeichen Großsachsens zu sehen. Die fünfendige Hirschstange verweist auf das ausgestorbene Geschlecht der Hirschberger, deren Burgruine über Leutershausen liegt. Die Flagge ist Rot-Weiß.

### Partnergemeinden
1986 wurde der Partnerschaftsvertrag mit Brignais, in der Nähe von Lyon in Frankreich, unterzeichnet. Kurz danach kam Schweighausen im Elsass hinzu. Seit 1991 gibt es eine Partnerschaft mit Niederau im Landkreis Meißen.

### Nachbarschaftsverband

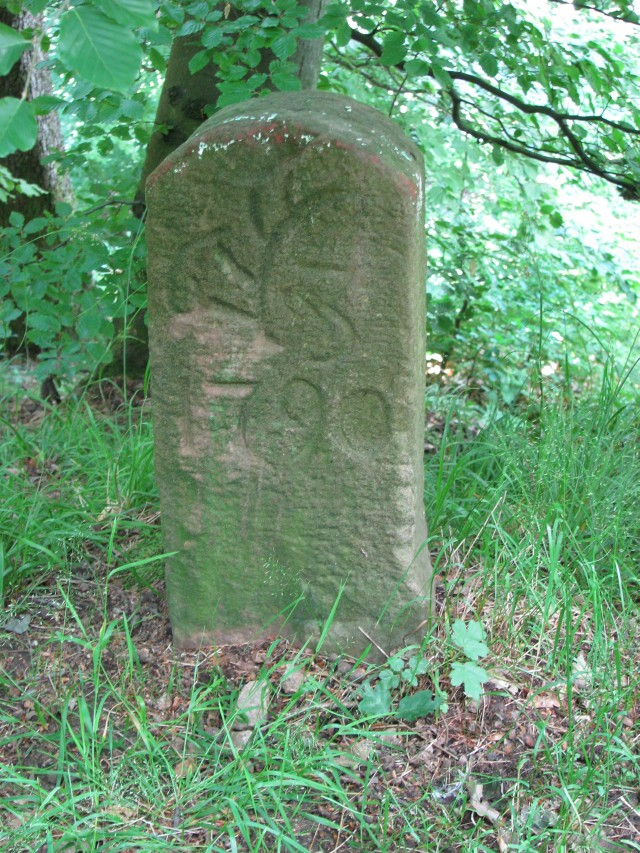
Alter Grenzstein mit Hirschstange

Hirschberg an der Bergstraße gehört zum Nachbarschaftsverband Heidelberg-Mannheim, dessen Aufgabe es ist, den regionalen Flächennutzungsplan zu erstellen.

## Kultur und Sehenswürdigkeiten

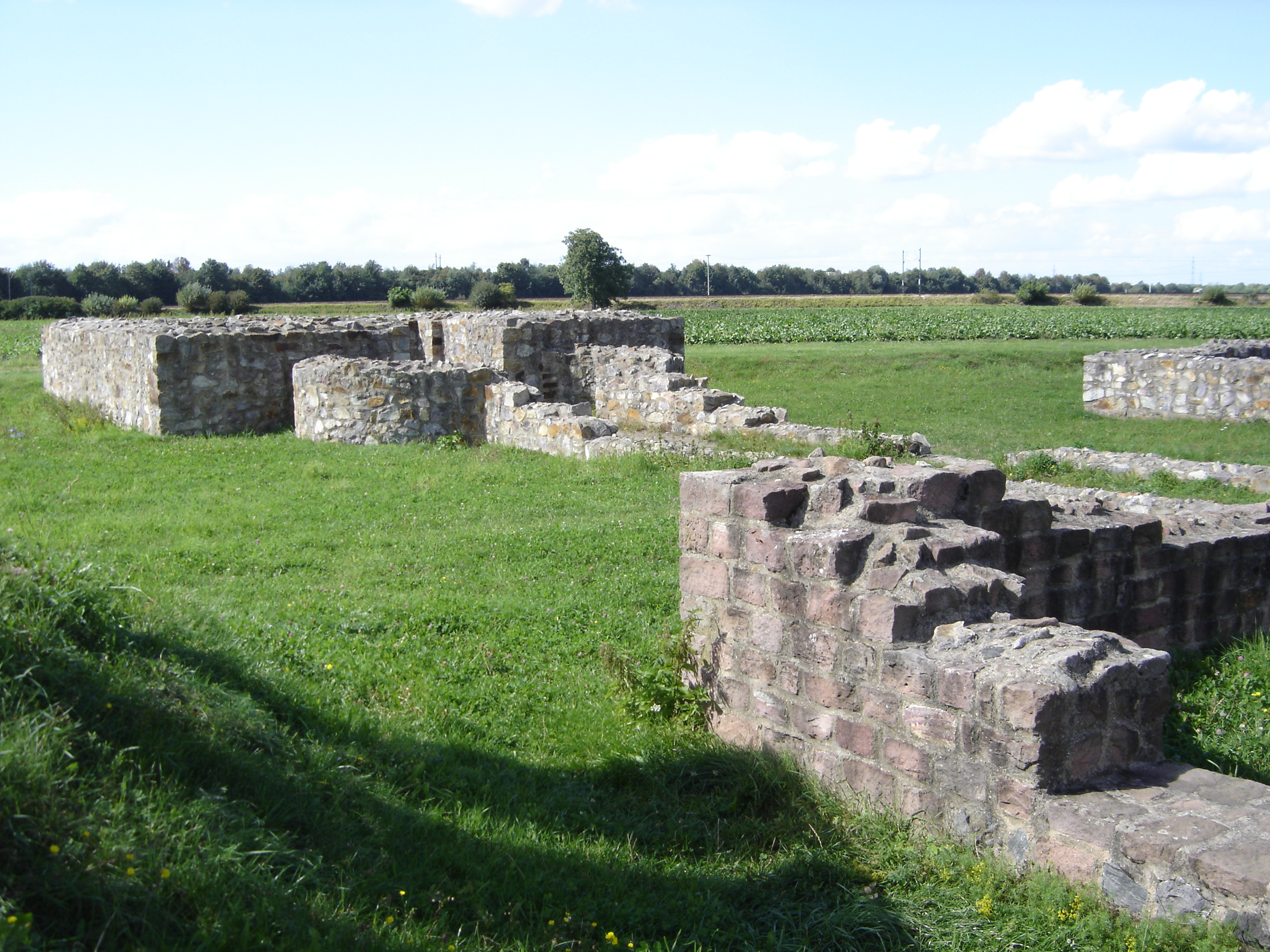
Villa rustica in Großsachsen.

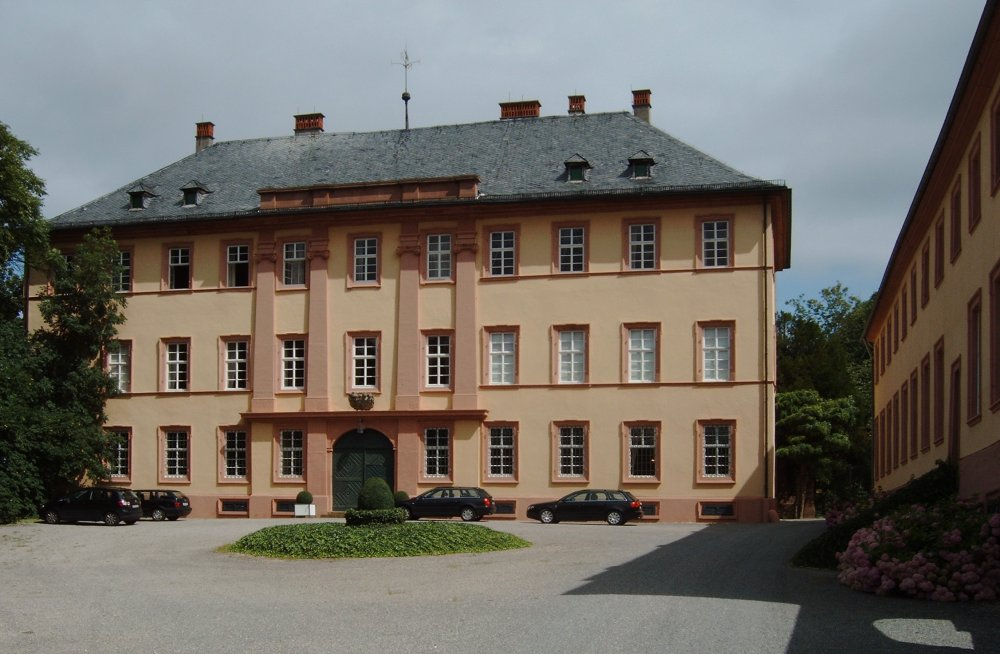
Schloss Wiser in Leutershausen von 1716.

Siehe die Hauptartikel zu den Teilorten Großsachsen und Leutershausen.
Über dem Eingang des Hirschberger Rathauses wurde am 19. Oktober 1996 ein Porzellanglockenspiel aus Meißner Porzellan eingeweiht. Heute besteht das Glockenspiel aus 18 Porzellanglocken.

### Freizeit
Die größten Feste sind im Ortsteil Leutershausen das Straßenfest jährlich im Juli sowie die Storchenkerwe im September.
Das 1952 erbaute Olympia-Kino in Leutershausen war 1997 aus wirtschaftlichen Gründen von Schließung bedroht, was durch die Gründung eines Förderkreises verhindert wurde. 2000 in einen Förderverein umgewandelt, ist dieser Förderkreis seit 2007 selbst Betreiber des Kommunalen Olympia Kinos und bietet ein anspruchsvolles tägliches Programm, das mehrmals im Jahr mit Live-Auftritten von Künstlern ergänzt wird.

### Sport
Seit 1999 findet der Odenwald-Bike-Marathon, die größte Radsportveranstaltung der Region immer mit Start und Ziel in Hirschberg-Leutershausen statt, im Jahr 2020 war die Veranstaltung gleichzeitig auch die Deutsche Meisterschaft Mountainbikemarathon. 

#### Handball
Überregional bekannt ist Hirschberg durch die sportlichen Erfolge seiner Handballmannschaften.
- Die SG Leutershausen wurde 1968 Deutscher Meister im Hallenhandball und ein Jahr später Deutscher Meister im Feldhandball. Größte Erfolge im Jugendbereich waren die Deutsche Meisterschaft der männlichen A-Jugend 1987 und die Deutsche Vize-Meisterschaft der männlichen B-Jugend 1985.
- Größter Erfolg der Handballabteilung des TVG Großsachsen waren die Meisterschaften in der Handball-Oberliga Baden-Württemberg der Männer (BWOL) 2010 und 2012, womit der Verein sich jeweils für die 3. Liga qualifizierte.

In der Saison 2019/20 spielten die SG Leutershausen und der TVG Großsachsen in der Staffel Mitte der 3. Liga.

## Wirtschaft und Infrastruktur

### Wirtschaft
Hirschberg ist eine Pendlergemeinde. Mehr als 90 Prozent der Einwohner finden Arbeit in den umliegenden Städten, insbesondere Weinheim und Mannheim, und pendeln täglich an ihren Arbeitsplatz. Entlang der Eisenbahnlinie und der Autobahn hat Hirschberg Gewerbegebiete, in denen rund 1000 Arbeitsplätze zur Verfügung stehen.

### Verkehr

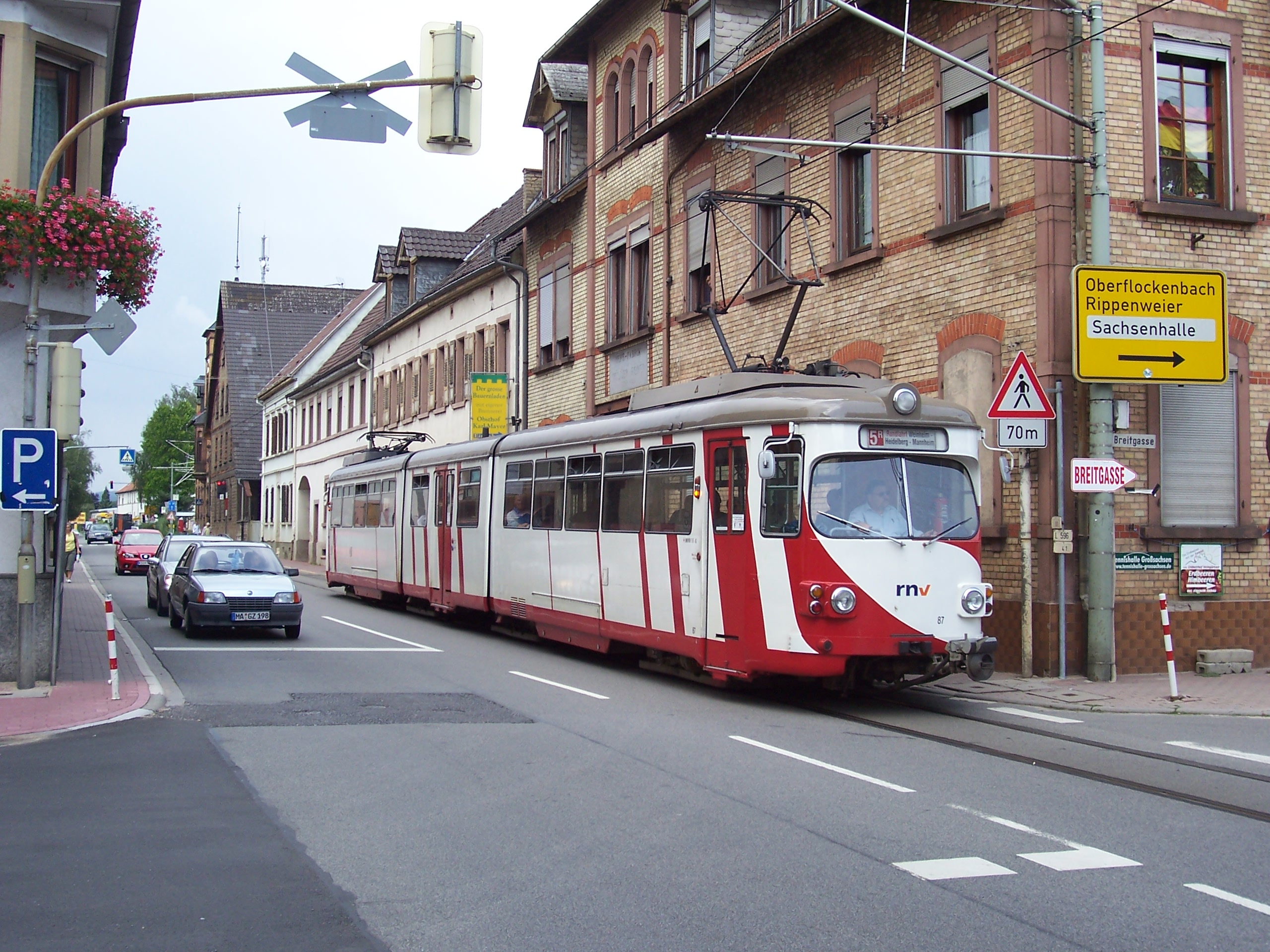
Ein Zug der OEG in Straßenlage der B 3 in Großsachsen

Durch beide Ortsteile führt die Bundesstraße 3 nach Weinheim beziehungsweise Heidelberg. Die parallel verlaufende, in den 1960ern gebaute, Bundesautobahn 5 ist mit dem eigenen Anschluss Hirschberg leicht erreichbar.
Die Bahnstrecke Frankfurt am Main–Heidelberg ist etwas abseits geführt und hat zwischen Hirschberg-Großsachsen und Heddesheim den nach beiden Gemeinden benannten Bahnhof Heddesheim/Hirschberg. Von hier gibt es regionale Zugverbindungen nach Weinheim, Heidelberg, Darmstadt und Frankfurt am Main.
Parallel zur B 3 führt die Linie 5 des Verkehrsverbunds Rhein-Neckar (VRN) (früher: Oberrheinische Eisenbahn (OEG)) in einem Rundkurs entlang der Bergstraße nach Weinheim, Heidelberg und Mannheim; die Linie fährt zur Hauptverkehrszeit in einem Takt von 10 Minuten. Buslinien führen nach Weinheim und Heddesheim sowie in den Odenwald.
Durch eine Alltagsroute aus dem Radnetz Baden-Württemberg sind Leutershausen und Großsachsen über Schriesheim und Dossenheim mit Heidelberg und in der anderen Richtung mit Weinheim verbunden.
Durch Hirschberg verläuft als Landes-Radfernweg der Badische Weinradweg. Er führt von Grenzach-Wyhlen am Hochrhein nach Laudenbach, dabei werden sieben der neun badischen Weinanbaugebiete untereinander verbunden. Die Route verläuft von Heidelberg nach Leutershausen und Großsachsen und weiter über Hohensachsen und Lützelsachsen nach Weinheim.

### Medien
Über das Hirschberger Gemeindeleben berichten die Rhein-Neckar-Zeitung, die Weinheimer Nachrichten und der Mannheimer Morgen.

### Bildung
In beiden Ortsteilen gibt es je eine Grundschule, außerdem zwei evangelische, einen römisch-katholischen Kindergarten und einen in freier Trägerschaft geführten Waldkindergarten. Die Gemeinde betreibt eine Bücherei mit Filialen in beiden Ortsteilen und in Leutershausen gibt es eine katholische öffentliche Bücherei. Die Volkshochschule Badische Bergstraße hat eine Zweigstelle in Leutershausen.

## Persönlichkeiten

### Söhne und Töchter der Gemeinde
- Heinrich Schröder (1857–1917), geboren in Leutershausen, badischer Oberamtmann
- Peter Pfisterer (1892–1961), geboren in Leutershausen, Landwirt, Mitglied der Vorläufigen Volksvertretung von Württemberg-Baden

### Weitere Persönlichkeiten
- Karl Heide (1906–?), Vorstandsmitglied der Süddeutsche Zucker AG und Vorsitzender vom Verein der Zuckerindustrie, wohnte in Hirschberg
- Wolfgang Zapf (1937–2018), Soziologe und Lehrstuhlinhaber, wohnte in Hirschberg